# Phostria flaviceps
Phostria flaviceps là một loài bướm đêm trong họ Crambidae.